# Jardín botánico de la universidad de Delaware
El Jardín botánico de la universidad de Delaware, (en inglés: University of Delaware Botanic Gardens UDBG), es una zona silvestre preservada de 35 acres (14.16 hectáreas) , así como invernaderos y jardín botánico de 6 hectáreas (14.84 acres) de extensión que se encuentra distribuido en el campus de la universidad de Delaware en Newark, Delaware. 

## Localización
Se distribuye a lo largo del campus de la Universidad de Delaware.
University of Delaware Botanic Gardens 531 South College Avenue, 152 Townsend Hall, Plant & Soil Sciences, Newark New Castle county Delaware 19717 United States of America-Estados Unidos de América
Planos y vistas satelitales.39°39′57.6″N 75°45′6.84″O / 39.666000, -75.7519000
El centro está abierto al público sin ninguna tarifa de entrada..

## Historia
El jardín botánico de la Universidad de Delaware remonta sus raíces a finales de 1950 con la plantación de diversas especies de árboles y arbustos alrededor de "Townsend Hall" en el "College of Agriculture and Natural Resources" Colegio de Agricultura y Recursos Naturales (CANR). Estas siembras tempranas apoyaron inicialmente a cursos de pregrado y evolucionaron con el tiempo en los jardines actuales.
Actualmente el jardín botánico de la UD es una serie de doce jardines en seis hectáreas. El UDBG sigue siendo utilizado por los profesores, los estudiantes, los profesionales de la Industria Verde, el público, y desempeña un papel primordial en el apoyo a los programas CANR en horticultura, sistemática vegetal, entomología y arquitectura del paisaje. 
El Jardín Botánico de la UD contribuye a la comprensión de las cambiantes relaciones entre plantas y personas mediante la educación, extensión, investigación y apoyo a la comunidad.

## Colecciones
- Clark Garden (Jardín Clark), iniciado en 1967 con una donación de la señora Clark Diffenback, el Jardín Clark cuenta con una variada colección de coníferas ornamentales y acebos, intercaladas con otras plantas con flores que ofrecen interés ornamental de noviembre a abril.
- Dunham Entrance Garden (Jardín Durhan de la entrada), nombrado en honor del Dr. Charles Dunham que enseñó en la Universidad de 1954 a 1984 y cofundador de la UDBG con el Dr. Richard Lighty, este jardín ofrece un lugar con sombra y descanso. Diseñado por el arquitecto paisajista Gary Smith, las plantaciones de varios estratos incluyen varios acebos y magnolias, dos de los grupos de plantas favoritas del Dr. Dunham.
- Ecology Woods Bosque ecología (actualmente cerrado al público), los estudios ecológicos en el bosque Ecología de 35 acres se centran en los efectos de la fragmentación del hábitat sobre las especies nativas en peligro de extinción en el medio silvestre. Por ejemplo, el "bosque ecología" es el sitio de los estudios continuos de mayor duración sobre la salud de la población de aves canoras forestales en América del Norte. Este estudio de 30 años ha involucrado a decenas de estudiantes de pregrado y posgrado, y proporciona información valiosa sobre la relación entre el tamaño del hábitat y el cambio en las poblaciones de aves canoras en el tiempo. "The Ecology Woods" fue incluido entre los sitios designados como valiosos en activo en el "Lorraine Fleming’s Delaware’s Outstanding Natural Areas and Their Preservation" (Áreas Naturales Delaware Lorraine Fleming y su conservación).
- Fischer Greenhouse Laboratory/Garden (Laboratorio y jardín del invernadero Fischer)las características de este jardín son una colección diversa de acebos, árboles y arbustos con flores y plantas perennes herbáceas y gramíneas ornamentales que proporcionan un interés renovado a lo largo de todo el año.
- Herbaceous Garden (Jardín de plantas herbáceas), en octubre de 2010, tres diseñadores del paisaje fueron invitados a participar en un proyecto de diseño conjunto, un proceso de colaboración para resolver un problema de coordinación con varios jardines cicundantes.
- Landscape Color Trial Garden (Jardín de pruebas paisaje de color) Situado junto al Jardín de las plantas herbáceas, el Jardín de pruebas paisaje de color/Jardín de All-America Selections cuenta con diversos lechos de cultivo de plantas anuales, la combinación de las nuevas variedades con unos lechos de selecciones de plantas ganadoras de All-American que han demostrado ser excelente en las evaluaciones nacionales. El jardín ofrece tanto a los jardineros particulares como a los profesionales del sector la oportunidad de observar cómo una serie de selecciones de plantas pueden alegrar el paisaje con un mantenimiento mínimo. Para los proveedores de las plantas, el jardín proporciona información acerca de cómo les va a sus nuevas selecciones en el clima del Atlántico medio. El personal del UDBG lleva a cabo dos veces por semana durante todo el verano evaluaciones para calificar cada planta en su rendimiento.
- Native Garden (Jardín de plantas nativas) (sendero de Lepidoptera), es un jardín ideal para la observación de aves, mariposas y polillas, este jardín muestra árboles, arbustos y plantas perennes nativas del este de Estados Unidos. Las plantaciones bordean el área de plantas de investigación, así como a un pequeño campo de golf y plantaciones a lo largo de la orilla del camino que actúa como un importante corredor del "Bosque Ecología" que no está abierto al público.
- South Greenhouse Garden (Jardín del invernadero sur), en torno al recién reconstruido Invernadero del Sur, esta característica zona del jardín muestra ideas de un paisaje tradicional que requieren menos combustible y fertilizante.
- Townsend Hall Collection (La colección de Towsend Hall), los jardines que rodean Townsend Hall son una selección de árboles de hoja perenne, caducifolios de hoja ancha, semi-perennes estacionales, y otros arbustos y árboles que sobrepasan los límites de resistencia al frío en Newark. El arboreto ha sido designado como de pruebas por el "American Holly Society" (Sociedad Americana del género de plantas Ilex). También incluye el jardín de pruebas de la "Magnolia Society" ubicado al sur de Townsend Hall.
- Worrilow Hall Garden (Jardines de Worrilow Hall), iniciada en 1988 para ampliar aún más las colecciones de plantas con fines didácticos, una serie de montículos curvilíneos y lechos de cultivo que muestran una amplia colección de viburnum, Hamamelis, magnolias nativas y carpinus. También albergados en este jardín hay una serie de arbustos y árboles raros rara vez vistos en jardines paisajistas.
- Wetlands (Humedales), en el otoño de 2008, una zona de pasto de vacas lecheras en la ex Granja UD se transformó en un humedal completo con dos charcas, un camino, una berma bajo para captar el agua, y los tocones dispersas para la estructura y el hábitat. Los estudiantes de diseño del paisaje de la UD crearon el plan de siembra de árboles, arbustos, hierbas y flores silvestres nativas de la región. Los profesores Chad Nelson y Doug Tallamy impulsaron a hacer grandes esfuerzos de plantación tanto a los funcionarios, como a los profesores, estudiantes y voluntarios. Si bien el objetivo principal de este proyecto es mejorar la calidad del agua y mejorar el hábitat, el sitio también se utiliza para la investigación y la docencia relacionadas con la calidad del agua, los suelos, la ecología y la horticultura.